# Barbara Mattsson
Barbara Mattsson, född Boldt 1943 i Helsingfors är en finlandssvensk psykolog och psykoanalytiker.

## Liv och arbete
Barbara Mattsson föddes 1943 i Helsingfors. Hennes föräldrar var Barbro och Lauri Boldt Vid åtta månaders ålder blev hon evakuerad till Sverige, liksom många andra finländska krigsbarn. Hon kom senare tillbaka till Finland och gick i Tölö svenska samskola. Senare studerade hon psykologi. 
Efter studierna har hon praktiserat som psykoanalytiker i Helsingfors och har undervisat psykoterapi. 2018 disputerade hon med avhandlingen A life time in exile: Finnish war children in Sweden after the war vid Jyväskylä universitet. För sin forskning har hon intervjuat tidigare krigsbarn i Stockholmsområdet och analyserat deras vidare liv. Hennes handledare var Jukka Aaltonen, Henrik Enckell och Ilpo Lahti.
Barbara Mattsson är syster till ekonomen Peter Boldt och journalisten Jolin Boldt. Hon bor i Helsingfors idag (2020).